# Батарда, Беатриш
Беатри́ш Бата́рда (порт.  Beatriz Batarda, 1 апреля 1974, Лондон) — португальская актриса.

## Биография
Дочь художника Эдуарду Батарды, двоюродная сестра актрисы Леонор Силвейра. Выросла в Лиссабоне, училась в Институте изобразительных искусств, дизайна и маркетинга. С золотой медалью закончила Гилдхоллскую школу музыки и театра в Лондоне (2000), появилась на лондонской сцене в комедии Шекспира Бесплодные усилия любви. Играла в лиссабонском театре Рог изобилия, в Национальном театре и др. в постановках Луиша Мигеля Синтры и Диогу Дории в пьесах Шекспира, Расина, Ибсена, Стриндберга, Жила Висенте, Алмейды Гаррета.
Первую роль в кино исполнила в фильме Жуана Ботелью «Трудные времена» (1998). Активно играет на телевидении.
Муж — джазовый композитор и пианист Бернарду Сасетти (1970—2012), у пары две дочери.

## Избранная фильмография
- 1988 — Трудные времена/ Tempos Dificeis (Жуан Ботелью)
- 1993 — Авраамова долина/ Vale Abraão (Мануэл де Оливейра)
- 1994 — Коробка/ A Caixa (Мануэл де Оливейра)
- 1996 — Два дракона/ Dois Dragões (Маргарида Жил)
- 1997 — Porto Santo (Висенти Жоржи Силва)
- 1998 — O Que Te Quero (Жанна Вальц, короткометражный)
- 2000 — Peixe-Lua (Жозе Алвару Морайш)
- 2002—2003 — Сага о Форсайтах (мини-сериал)
- 2003 — Великий пост/ Quaresma (Жозе Алвару Морайш, португальская премия Золотой глобус за лучшую женскую роль)
- 2004 — Темная ночь/ Noite Escura (Жуан Канижу, португальская премия Золотой глобус за лучшую женскую роль)
- 2004 — Берег шорохов/ A Costa dos Murmúrios (Маргарида Кардозу, португальская премия Золотой глобус за лучшую женскую роль)
- 2004 — Всё из-за Пита Тонга (Майкл Даус)
- 2005 — Алиса/ Alice (Марку Мартинш)
- 2007 — Avé Maria (Жуан Ботелью, телевизионный)
- 2007 — Надин (Эрик де Брёйн)
- 2008 — Um Amor de Perdição (Мариу Баррозу)
- 2009 — Португальская монахиня/ A Religiosa Portuguesa (Эжен Грин)
- 2009 — Как нарисовать идеальный круг/ Como Desenhar um Círculo Perfeito (Марку Мартинш, премия фестиваля Пути португальского кино в Коимбре за лучшую женскую роль второго плана)
- 2009 — Две женщины/ Duas Mulheres (Жуан Мариу Грилу, Prémio Autores за лучшую женскую роль)
- 2011 — Лебедь/ Cisne (Тереза Виллаверди)
- 2011 — Trabalho de Actriz, Trabalho de Actor (Жуан Канижу)
- 2011 — Кровь от крови моей/ Sangue do Meu Sangue (Жуан Канижу)
- 2012 — Завтра?/ Demain? (Кристина Лоран)
- 2013 — Ночной поезд до Лиссабона (Билле Аугуст)
- 2014 — Yvone Kane (Маргарида Кардозу)
- 2015 — Беатриш: Между болью и ничем/ Beatriz: Entre a Dor e o Nada (Алберту Граша)
- 2017 — Круг/ Colo (Тереза Виллаверди)
- 2023 — Плохая жизнь/ Mal viver

## Признание
European Film Promotion причислили актрису к восходящим звездам европейского кино (1998). Она — трижды лауреат и многократный номинант крупнейшей национальной художественной премии Золотой Глобус.